# 何孟雄

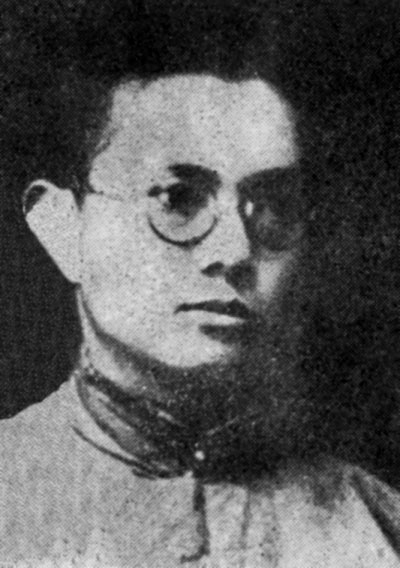
何孟雄近照

何孟雄（1898年—1931年2月7日），原名定礼，字国正，笔名静、子静、江囚、之君、周子敬，化名廖慕群、刘元和、小山、白水，湖南酃縣（今湖南省炎陵縣）人。中国共产党第一批党员，中国工人运动活动家。龙华二十四烈士之一。

## 生平
1898年，何孟雄生于湖南炎陵县中村乡龙潭村，1914年考入长沙岳云中学就读。后考入湖南公立工业专门学校，与毛泽东等人往来密切。
1919年3月，何孟雄入北京大学政治系做旁听生，投身五四运动，是北大学生运动的骨干分子。1920年3月加入李大钊的北京大学马克思主义学说研究会，与邓中夏到长辛店开办了工人夜校。同年11月，他参加了北京社会主义青年团和北京共产党小组。1921年7月中国共产党成立，何孟雄是全国最早的53名党员之一。10月，何孟雄与中共第一名女党员缪伯英结为夫妻。并于秋季上任中国劳动组合书记部北方部成员；同年冬任首任中共北京地委书记兼组织委员。
1921年12月，何孟雄以交通部“密查员”身份赴西直门、南口等京绥铁路沿线做了六天实地考察，事后他写作《京绥路六日游记》一文，分析了昌平地区的工人情况。1922年8月建立了京绥铁路车务工人同人会，领导工人进行讨薪斗争。10月领导京绥铁路工人罢工，历时3天。1925年5月1日在张家口任首任京绥铁路总工会秘书长，旋即因病回湖南家乡，6月长子出生。
1926年10月北伐军占领武汉之后，调任中共汉口市委组织部长。 1927年10月转移上海，先后任中共江苏省委委员、上海沪东区委书记等。
1931年1月17日，何孟雄、龙大道、蔡博真等人在上海天津路中山旅社6号房间开会研究反对王明左倾冒险主义领导问题，因唐虞（王掘夫）举报，被上海公共租界巡捕房逮捕。随后被引渡到国民党上海警察局，再转到淞沪警备司令部龙华看守所。1931年2月7日，包括何孟雄在内的24人被中国国民党秘密处决于龙华看守所，同时被处决的还有林育南、作家左联五烈士等，史称龙华二十四烈士。何孟雄死后，其中国共产党党籍被王明开除，后于1945年的六届七中全会上，中共中央政治局为何孟雄平反。

## 家庭
妻子缪伯英（1899年－1929年）是中共第一个女党员，1921年结婚。继室孙阿芳。何孟雄被捕时，儿子何重九（5岁）、女儿何小英（3岁），做保姆的侄媳黄淑芝也同时被捕。何孟雄死后，孙阿芳有期徒刑6年，黄淑芝被判有期徒刑1年，小孩子被关押一年后送进了孤儿院。1932年1月28日，日军攻打上海，两个小孩在战乱中失散，后经中共雖多方寻找，毫无结果，下落不明。